# Bunji Kimura
Bunji Kimura (født 27. juli 1944) er en tidligere japansk fodboldspiller og træner.
Han har spillet for flere forskellige klubber i sin karriere, herunder Yanmar Diesel.
Han har tidligere trænet Kyoto Purple Sanga og Yokohama Flügels.